# Fabrice Santoro
Fabrice Vetea Santoro (ur. 9 grudnia 1972 na Tahiti) – francuski tenisista, zwycięzca Australian Open 2003, Australian Open 2004 w grze podwójnej i French Open 2005 w grze mieszanej, zdobywca Pucharu Davisa, olimpijczyk.

## Kariera tenisowa
Występował na kortach jako tenisista zawodowy w latach 1989–2010. Jego gra wyróżniała się charakterystycznym stylem, jako jeden z nielicznych zawodników grał oburęczny bekhend, jak i forhend. W swoim tenisie stosował wiele zagrań kombinacyjnych (loby, drop-szoty, zagrania wyrzucające) oraz z dużym wyczuciem operował wolejem. Zakończył karierę po turnieju w paryskiej hali Bercy w listopadzie 2009 roku. Pomimo oficjalnego zakończenia kariery w 2009 roku, zdecydował się na występ w Australian Open 2010, zostając pierwszym w historii tenisistą, który grał w turniejach wielkoszlemowych w czterech kolejnych dekadach – pierwszy raz w 1989 roku. Podczas tego turnieju rozegrał także swój ostatni profesjonalny mecz w rozgrywkach ATP, kiedy to przegrał z Marinem Čiliciem w 1 rundzie.
W 1989 roku zdobył juniorski tytuł w singlu na French Open, pokonując w finale Jareda Palmera po obronieniu dwóch piłek meczowych. Sezon 1989 ukończył na pozycji wicelidera rankingu juniorów.
Pierwsze zwycięstwo w zawodach kategorii ATP World Tour w grze pojedynczej odniósł w 1997 roku, w Lyonie, po pokonaniu w finale Tommy’ego Haasa. Łącznie Francuz wywalczył 6 tytułów ATP World Tour, a ostatni w połowie lipca 2008 roku w Newport. Ponadto Santoro osiągnął dalszych 6 finałów, w których został pokonany. W styczniu 2006 roku osiągnął swój jedyny wielkoszlemowy ćwierćfinał, podczas Australian Open. Po drodze zdołał wyeliminować m.in. Gastóna Gaudio i Davida Ferrera, jednak w spotkaniu o półfinał nie sprostał Davidowi Nalbandianowi. W rankingu gry pojedynczej najwyżej był na 17. miejscu w sierpniu 2001 roku.
W grze podwójnej Santoro zwyciężył w 24 turniejach ATP World Tour, w tym dwukrotnie w Australian Open i raz w Tennis Masters Cup. W Melbourne triumfował w latach 2003 i 2004, grając w parze z Michaëlem Llodrą. Również z Llodrą w 2005 roku zdobył tytuł w Tennis Masters Cup. Dodatkowo Santoro uczestniczył w 18 przegranych finałach, m.in. w Australian Open 2002, French Open 2004, Wimbledonie 2006 i Tennis Masters Cup 2003. W klasyfikacji gry podwójnej najwyżej był w lipcu 1999 roku, na 6. pozycji.
W grze mieszanej Santoro triumfował w jednym wielkoszlemowym turnieju, we French Open 2005. Partnerką Francuza była Daniela Hantuchová, a w finale pokonał parę Martina Navrátilová–Leander Paes.
Santoro reprezentował wielokrotnie Francję w Pucharze Davisa w grze pojedynczej i podwójnej. W 1991 roku i 2001 roku przyczynił się do wywalczenia trofeum. W meczu finałowym z 2001, przeciwko Australii, w parze z Cédrikiem Pioline odniósł zwycięstwo nad parą Lleyton Hewitt–Patrick Rafter. W sezonie 1991 nie brał udziału w meczu finałowym, ale miał swój udział w awansie Francji do decydującego meczu; debiutował w meczu ćwierćfinałowym z Australią, w którym odniósł jedno zwycięstwo i poniósł porażkę w grze pojedynczej, następnie wniósł do dorobku drużyny dwa zwycięstwa singlowe w półfinale z Jugosławią.

### Finały w turniejach ATP World Tour

#### Gra pojedyncza (6−6)
| Legenda                             |
| Wielki Szlem (0–0)                  |
| Igrzyska olimpijskie (0–0)          |
| Tennis Masters Cup (0–0)            |
| ATP Masters Series (0–0)            |
| ATP International Series Gold (1–0) |
| ATP International Series (5–6)      |

| Wygrane według nawierzchni |
| Twarda (3–4)               |
| Ceglana (0–1)              |
| Trawiasta (2–1)            |
| Dywanowa (1–0)             |

| Końcowy wynik | Nr | Data                 | Turniej   | Nawierzchnia    | Przeciwnik        | Wynik finału            |
| Finalista     | 1. | 7 października 1990  | Tuluza    | Twarda (hala)   | Jonas Svensson    | 6:7, 2:6                |
| Finalista     | 2. | 7 lutego 1993        | Dubaj     | Twarda          | Karel Nováček     | 4:6, 5:7                |
| Finalista     | 3. | 7 sierpnia 1994      | Kitzbühel | Ceglana         | Goran Ivanišević  | 2:6, 6:4, 6:4, 3:6, 2:6 |
| Zwycięzca     | 1. | 19 października 1997 | Lyon      | Dywanowa (hala) | Tommy Haas        | 6:4, 6:4                |
| Finalista     | 4. | 11 stycznia 1998     | Doha      | Twarda          | Petr Korda        | 0:6, 3:6                |
| Zwycięzca     | 2. | 7 lutego 1999        | Marsylia  | Twarda (hala)   | Arnaud Clément    | 6:3, 4:6, 6:4           |
| Finalista     | 5. | 7 marca 1999         | Kopenhaga | Dywanowa (hala) | Magnus Gustafsson | 4:6, 1:6                |
| Zwycięzca     | 3. | 9 stycznia 2000      | Ad-Dauha  | Twarda          | Rainer Schüttler  | 3:6, 7:5, 3:0 krecz     |
| Finalista     | 6. | 17 czerwca 2001      | Halle     | Trawiasta       | Thomas Johansson  | 3:6, 7:6(5), 2:6        |
| Zwycięzca     | 4. | 3 marca 2002         | Dubaj     | Twarda          | Junus al-Ajnawi   | 6:4, 3:6, 6:3           |
| Zwycięzca     | 5. | 15 lipca 2007        | Newport   | Trawiasta       | Nicolas Mahut     | 6:4, 6:4                |
| Zwycięzca     | 6. | 13 lipca 2008        | Newport   | Trawiasta       | Prakash Amritraj  | 6:3, 7:5                |

#### Gra podwójna (24−18)
| Legenda                             |
| Wielki Szlem (2–3)                  |
| Igrzyska olimpijskie (0–0)          |
| Tennis Masters Cup (1–1)            |
| ATP Masters Series (3–7)            |
| ATP International Series Gold (3–1) |
| ATP International Series (15–6)     |

| Wygrane według nawierzchni |
| Twarda (14–7)              |
| Ceglana (4–5)              |
| Trawiasta (1–2)            |
| Dywanowa (5–4)             |

| Końcowy wynik | Nr  | Data                 | Turniej                      | Nawierzchnia    | Partner            | Przeciwnicy w finale                | Wynik finału                  |
| Zwycięzca     | 1.  | 1 października 1995  | Palermo                      | Ceglana         | Àlex Corretja      | Hendrik Jan Davids Piet Norval      | 6:7, 6:4, 6:3                 |
| Finalista     | 1.  | 16 lutego 1997       | Marsylia                     | Twarda (hala)   | Olivier Delaître   | Thomas Enqvist Magnus Larsson       | 3:6, 4:6                      |
| Finalista     | 2.  | 19 października 1997 | Lyon                         | Dywanowa (hala) | Olivier Delaître   | Ellis Ferreira Patrick Galbraith    | 6:3, 2:6, 4:6                 |
| Finalista     | 3.  | 9 listopada 1997     | Moskwa                       | Dywanowa (hala) | David Adams        | Martin Damm Cyril Suk               | 4:6, 3:6                      |
| Finalista     | 4.  | 11 stycznia 1998     | Doha                         | Twarda          | Olivier Delaître   | Mahesh Bhupathi Leander Paes        | 4:6, 6:3, 4:6                 |
| Zwycięzca     | 2.  | 26 lipca 1998        | Stuttgart                    | Ceglana         | Olivier Delaître   | Joshua Eagle Jim Grabb              | 6:1, 3:6, 6:3                 |
| Finalista     | 5.  | 16 sierpnia 1998     | Cincinnati                   | Twarda          | Olivier Delaître   | Mark Knowles Daniel Nestor          | 1:6, 1:2 krecz                |
| Zwycięzca     | 3.  | 4 października 1998  | Tuluza                       | Twarda (hala)   | Olivier Delaître   | Paul Haarhuis Jan Siemerink         | 6:2, 6:4                      |
| Zwycięzca     | 4.  | 11 października 1998 | Bazylea                      | Twarda (hala)   | Olivier Delaître   | Piet Norval Kevin Ullyett           | 6:3, 7:6                      |
| Zwycięzca     | 5.  | 25 października 1998 | Lyon                         | Dywanowa (hala) | Olivier Delaître   | Tomás Carbonell Francisco Roig      | 6:2, 6:2                      |
| Zwycięzca     | 6.  | 29 sierpnia 1999     | Long Island                  | Twarda          | Olivier Delaître   | Jan-Michael Gambill Scott Humphries | 7:5, 6:4                      |
| Zwycięzca     | 7.  | 22 października 2000 | Tuluza                       | Twarda (hala)   | Julien Boutter     | Donald Johnson Piet Norval          | 7:6(8), 4:6, 7:6(5)           |
| Zwycięzca     | 8.  | 18 lutego 2001       | Marsylia                     | Twarda (hala)   | Julien Boutter     | Michael Hill Jeff Tarango           | 7:6(7), 7:5                   |
| Finalista     | 6.  | 27 stycznia 2002     | Australian Open, Melbourne   | Twarda          | Michaël Llodra     | Mark Knowles Daniel Nestor          | 6:7(4), 3:6                   |
| Zwycięzca     | 9.  | 3 listopada 2002     | Paryż                        | Dywanowa (hala) | Nicolas Escudé     | Gustavo Kuerten Cédric Pioline      | 6:3, 7:6(6)                   |
| Zwycięzca     | 10. | 26 stycznia 2003     | Australian Open, Melbourne   | Twarda          | Michaël Llodra     | Mark Knowles Daniel Nestor          | 6:4, 3:6, 6:3                 |
| Zwycięzca     | 11. | 16 lutego 2003       | Marsylia                     | Twarda (hala)   | Sébastien Grosjean | Tomáš Cibulec Pavel Vízner          | 6:1, 6:4                      |
| Finalista     | 7.  | 20 kwietnia 2003     | Monte Carlo                  | Ceglana         | Michaël Llodra     | Mahesh Bhupathi Maks Mirny          | 4:6, 6:3, 6:7(6)              |
| Finalista     | 8.  | 11 maja 2003         | Rzym                         | Ceglana         | Michaël Llodra     | Wayne Arthurs Paul Hanley           | 1:6, 3:6                      |
| Finalista     | 9.  | 5 października 2003  | Metz                         | Twarda (hala)   | Michaël Llodra     | Julien Benneteau Nicolas Mahut      | 6:7(2), 3:6                   |
| Finalista     | 10. | 2 listopada 2003     | Paryż                        | Dywanowa (hala) | Michaël Llodra     | Wayne Arthurs Paul Hanley           | 3:6, 6:1, 3:6                 |
| Finalista     | 11. | 16 listopada 2003    | Tennis Masters Cup, Houston  | Twarda          | Michaël Llodra     | Bob Bryan Mike Bryan                | 7:6(6), 3:6, 6:3, 6:7(3), 4:6 |
| Zwycięzca     | 12. | 31 stycznia 2004     | Auckland                     | Twarda          | Mahesh Bhupathi    | Jiří Novák Radek Štěpánek           | 4:6, 7:5, 6:3                 |
| Zwycięzca     | 13. | 18 stycznia 2004     | Australian Open, Melbourne   | Twarda          | Michaël Llodra     | Bob Bryan Mike Bryan                | 7:6(4), 6:3                   |
| Zwycięzca     | 14. | 7 marca 2004         | Dubaj                        | Twarda          | Mahesh Bhupathi    | Jonas Björkman Leander Paes         | 6:2, 4:6, 6:4                 |
| Finalista     | 12. | 6 czerwca 2004       | French Open, Paryż           | Ceglana         | Michaël Llodra     | Xavier Malisse Olivier Rochus       | 5:7, 5:7                      |
| Finalista     | 13. | 27 lutego 2005       | Dubaj                        | Twarda          | Jonas Björkman     | Martin Damm Radek Štěpánek          | 2:6, 4:6                      |
| Zwycięzca     | 15. | 8 maja 2005          | Rzym                         | Ceglana         | Michaël Llodra     | Bob Bryan Mike Bryan                | 6:4, 6:2                      |
| Finalista     | 14. | 15 maja 2005         | Hamburg                      | Ceglana         | Michaël Llodra     | Jonas Björkman Maks Mirny           | 6:4, 6:7(2), 6:7(3)           |
| Zwycięzca     | 16. | 9 października 2005  | Metz                         | Twarda (hala)   | Michaël Llodra     | José Acasuso Sebastián Prieto       | 5:2, 3:5, 5:4(4)              |
| Zwycięzca     | 17. | 30 października 2005 | Lyon                         | Dywanowa (hala) | Michaël Llodra     | Jeff Coetzee Rogier Wassen          | 6:3, 6:1                      |
| Zwycięzca     | 18. | 13 listopada 2005    | Tennis Masters Cup, Szanghaj | Dywanowa (hala) | Michaël Llodra     | Leander Paes Nenad Zimonjić         | 6:7(6), 6:3, 7:6(4)           |
| Zwycięzca     | 19. | 15 stycznia 2006     | Sydney                       | Twarda          | Nenad Zimonjić     | František Čermák Leoš Friedl        | 6:1, 6:4                      |
| Finalista     | 15. | 23 kwietnia 2006     | Monte Carlo                  | Ceglana         | Nenad Zimonjić     | Jonas Björkman Maks Mirny           | 2:6, 6:7(2)                   |
| Zwycięzca     | 20. | 18 czerwca 2006      | Halle                        | Trawiasta       | Nenad Zimonjić     | Michael Kohlmann Rainer Schüttler   | 6:0, 6:4                      |
| Finalista     | 16. | 9 lipca 2006         | Wimbledon, Londyn            | Trawiasta       | Nenad Zimonjić     | Bob Bryan Mike Bryan                | 3:6, 6:4, 4:6, 2:6            |
| Zwycięzca     | 21. | 8 października 2006  | Metz                         | Twarda (hala)   | Richard Gasquet    | Julian Knowle Jürgen Melzer         | 3:6, 6:1, 11-9                |
| Zwycięzca     | 22. | 15 października 2006 | Moskwa                       | Dywanowa (hala) | Nenad Zimonjić     | František Čermák Jaroslav Levinský  | 6:1, 7:5                      |
| Finalista     | 17. | 5 listopada 2006     | Paryż                        | Dywanowa (hala) | Nenad Zimonjić     | Arnaud Clément Michaël Llodra       | 6:7(4), 2:6                   |
| Zwycięzca     | 23. | 3 marca 2007         | Dubaj                        | Twarda          | Nenad Zimonjić     | Mahesh Bhupathi Radek Štěpánek      | 7:5, 6:7(3), 10-7             |
| Zwycięzca     | 24. | 11 maja 2007         | Rzym                         | Ceglana         | Nenad Zimonjić     | Bob Bryan Mike Bryan                | 6:4, 6:7(4), 10-7             |
| Finalista     | 18. | 17 czerwca 2007      | Halle                        | Trawiasta       | Nenad Zimonjić     | Simon Aspelin Julian Knowle         | 4:6, 6:7(5)                   |

#### Gra mieszana (1−0)
| Końcowy wynik | Nr | Data           | Turniej            | Nawierzchnia | Partnerka          | Przeciwnicy w finale             | Wynik finału  |
| Zwycięzca     | 1. | 5 czerwca 2005 | French Open, Paryż | Ceglana      | Daniela Hantuchová | Martina Navrátilová Leander Paes | 3:6, 6:3, 6:2 |